# Westhalten
Westhalten é uma comuna francesa na região administrativa de Grande Leste, no departamento Alto Reno. Estende-se por uma área de 11 km². Em 2010 a comuna tinha 1 005 habitantes (densidade: 91,4 hab./km²).